# Lenvoy de Chaucer a Bukton
Lenvoy de Chaucer a Bukton (Tijding van Chaucer / Opgedragen door Chaucer aan Bukton) is een van Geoffrey Chaucers laatste werken. De Bukton die vermeld wordt zou Peter de Bukton zijn, koninklijk 'echeator' (verbeurdverklaarder) voor Yorkshire in 1397.
De identiteit van Bukton staat echter niet onomstotelijk vast. Het zou ofwel Sir Robert Bukton van Suffolk kunnen zijn of, iets waarschijnlijker, Sir Peter Bukton van Holdernesse, aangezien Holdernesse de setting is waarin Chaucers The Summonor's Tale zich afspeelt.
Ook de datering is onzeker, al lijkt 1396 als compositiedatum aannemelijk, door de verwijzing in de tekst naar een gevangenschap in Friesland.

## Thema
Bukton staat op trouwen maar Chaucer wil hem dat afraden. Hij doet dit op een geestige manier door de autoriteit van Christus in te roepen maar vooral de The Wife of Bath als voorbeeld te stellen van wat Bukton te wachten staat. Soms wordt dit gedicht niet alleen geïnterpreteerd als Chaucer die zijn vriend waarschuwt voor het huwelijk, maar als het betreuren van zijn eigen huwelijk.